# Luxemburguismo
El término luxemburguismo se refiere al movimiento marxista revolucionario creado por Rosa Luxemburgo y Karl Liebknecht, conocido por el nombre de Liga Espartaquista. Ese movimiento rechazó la guerra de 1914 y se caracterizó por su defensa de la democracia obrera, frente a la «visión militarista del partido» que atribuían a Lenin. La frase de Karl Marx, «la emancipación de los trabajadores será obra de los trabajadores mismos», era el punto de partida de sus ideas.

## Historia

### Orígenes
En el origen, la corriente luxemburguista constituyó el ala izquierda del Partido Socialdemócrata de Alemania (SPD) y tenía cierta influencia sobre los partidos polaco (con Leo Jogiches) y holandés (a través de Anton Pannekoek). A partir de la Primera Guerra Mundial, aparece el concepto de «espartaquismo», nombre de la facción expulsada del SPD, donde militan, además de Luxemburgo y Liebknecht, Franz Mehring, Clara Zetkin, Rosi Wolfstein, entre otros, que participaron en la Revolución alemana de 1918 y en la fundación, el mismo año, del Partido Comunista de Alemania (KPD). Rosa Luxemburgo escribió entonces:

La revolución proletaria no tiene ninguna necesidad de utilizar el terror para conseguir sus objetivos. Detesta y repudia el asesinato. No necesita recurrir a esos medios de lucha porque no combate a los individuos, sino a las instituciones, porque no entra en la liza con ilusiones infantiles que, decepcionadas, entrañarían una venganza sanguinaria.
 ¿Qué quiere la Liga Espartaquista?, 14 de diciembre de 1918

### Represión contra el espartaquismo
En enero de 1919, Luxemburgo y Liebknecht son asesinados, y poco después Leo Jogiches y Franz Mehring. La corriente luxemburguista, diezmada por la represión de la revolución espartaquista de 1919, dejará de existir como tal.

### Reivindicaciones posteriores
El luxemburguismo ha sido reivindicado especialmente en los años treinta en Alemania por Paul Frölich y una parte del Partido de los Trabajadores Socialistas de Alemania (SAPD), y en Francia por René Lefeuvre y las Ediciones Spartacus. En España, las organizaciones ya desaparecidas Acción Comunista (1965-1977) y Organización de Izquierda Comunista (1972-1979) asumían buena parte de las tesis de Rosa Luxemburgo, en especial la relación no dirigista entre «vanguardia»-masas. Con pretensiones de imagen «izquierdista» cosmética, el Partido Socialista Obrero Español (PSOE) dotó a algunas de sus organizaciones satelizadas con el nombre de Rosa Luxemburgo.
Por otro lado, de acuerdo con la filósofa albana Lea Ypi, el pensamiento de Rosa Luxemburgo a lo largo del siglo XX fue «apropiado (y distorsionado)» por marxistas occidentales para plantear alternativas al socialismo de Estado, pero también por los Estados socialistas interesados en su teoría de la crisis capitalista y su crítica a la socialdemocracia. Sin embargo, señala que en los años 1990 su figura fue «marginada y relativamente olvidada».

### SigloXXI
En la actualidad hay organizaciones que reivindican el legado de Rosa Luxemburgo y el luxemburguismo. Hay un reagrupamiento internacional, la Red Luxemburguista Internacional, conformado por militantes en Argentina, Brasil, Chile, España, Francia, India, Italia, Noruega, Portugal, Reino Unido y Estados Unidos.

## Descripción
Son numerosas las corrientes marxistas opuestas a la burocratización y al dirigentismo de las organizaciones sindicales y partidos tradicionales que reivindican su filiación luxemburguista. Algunas, más que de luxemburguismo, prefieren hablar de comunismo consejista o consejismo, pero todas toman de la obra de Rosa Luxemburgo la defensa de una cierta espontaneidad revolucionaria del proletariado, la defensa de la democracia obrera y la democracia interna de las organizaciones, así como un internacionalismo radical que los lleva a enfrontarse a los nacionalismos al tiempo que rechazan la aplicación general y universal del «derecho de autodeterminación nacional», como defendían las tesis wilsoniano-leninistas.

### Dictadura del proletariado como profundización democrática
En cuanto al posicionamiento sobre el concepto marxista de la dictadura del proletariado, Luxemburgo escribió:

¡Sí, dictadura! Pero esta dictadura consiste en la manera de aplicar la democracia, no en su eliminación, en el ataque enérgico y resuelto a los derechos bien atrincherados y las relaciones económicas de la sociedad burguesa, sin lo cual no puede llevarse a cabo una transformación socialista. Pero esta dictadura debe ser el trabajo de la clase y no de una pequeña minoría dirigente que actúa en nombre de la clase; es decir, debe avanzar paso a paso partiendo de la participación activa de las masas; debe estar bajo su influencia directa, sujeta al control de la actividad pública; debe surgir de la educación política creciente de la masa popular.
Rosa Luxemburgo

Asimismo, para Luxemburgo la libertad era esencial para la construcción del socialismo y no podía ser un privilegio de una minoría, expresándolo de la siguiente manera:

La libertad sólo para los que apoyan al gobierno, sólo para los miembros de un partido (por numeroso que este sea) no es libertad en absoluto. La libertad es siempre y exclusivamente libertad para el que piensa de manera diferente. No a causa de ningún concepto fanático de la «justicia», sino porque todo lo que es instructivo, totalizador y purificante en la libertad política depende de esta característica esencial, y su efectividad desaparece tan pronto como la «libertad» se convierte en un privilegio especial.
Rosa Luxemburgo

En este sentido, Luxemburgo criticó a los bolcheviques por disolver a la Asamblea Constituyente Rusa —la cual había sido electa democráticamente en 1917— y también por suprimir a los partidos rivales, creando así un Estado unipartidista. Así, ella aseguraba que «el socialismo no puede ser ni será creado por decreto; no lo puede crear gobierno alguno, por socialista que sea. El socialismo lo deben crear las masas, lo debe realizar cada proletario».

### Antimilitarismo e internacionalismo proletario
Asimismo, la filosofía de Luxemburgo se posicionaba en contra del belicismo y del militarismo, a los cuales vinculaba con fuerzas que reprimían y dividían a la clase trabajadora. De igual manera, Luxemburgo sostenía que el capitalismo necesita del imperialismo y de la guerra para capturar nuevos mercados describiendo que «el poder político no es aquí, tampoco, más que el vehículo del proceso económico».
Por otro lado, Luxemburgo promovió un estricto internacionalismo proletario que se contraponía al apoyo tradicional de diversos sectores marxistas hacia la autodeterminación nacional. Esto debido a que consideraba que la lucha por la autodeterminación nacional no podía servir a propósitos verdaderamente emancipatorios si se encontraban separados de la revolución proletaria en general en un contexto en el cual el capitalismo se expandía internacionalmente. Asimismo, señalaba en muchas ocasiones las burguesías locales podían favorecer la autodeterminación nacional, haciendo que muchas veces se sirviese a las élites locales sin contribuir a la emancipación de las clases trabajadoras.
Asimismo, en su obra de 1913 La acumulación del capital, Luxemburgo hace un estudio crítico del segundo volumen de El capital de Marx donde ella, entre otras cosas, intenta describir cómo el capitalismo se expande en economías no capitalistas. Para Luxemburgo, estos procesos de expansión internacional capitalista traían, por un lado, ciertas innovaciones tecnológicas, pero también provocaron un sometimiento político por parte de los países capitalistas más desarrollados.

### «Socialismo o barbarie»
Rosa Luxemburgo utilizó la expresión «socialismo o barbarie» como una disyuntiva contra los reformismos donde se evitaría la barbarie a través de la lucha consciente de la gente. Asimismo, aunque Luxemburgo defendía cierta espontaneidad del movimiento socialista, también apoyaba la necesidad de organizar políticamente al proletariado para darle mayor centralidad y unidad a sus luchas. En este sentido, para ella era necesaria la formación consciente del propio sujeto social para su emancipación, pero destacaba que «uno no quiere simplemente repetir», sino «recoger material fresco para cada nuevo curso, ampliar, cambiar, mejorar» de manera de que se fomentara la discusión y hubiese «un tratamiento profundo de la materia mediante preguntas y conversación».
Por otro lado, Luxemburgo afirmó que «el socialismo no es precisamente, un problema de cuchillo y tenedor, sino un movimiento de cultura, una grande y poderosa concepción del mundo», por lo que aseguró que el progreso intelectual del proletariado «ofrece una garantía absoluta de su irresistible progreso futuro tanto en la lucha económica como en la política». No obstante, también defendió la importancia de la propia praxis como método de aprendizaje continuo y cotidiano.

### Revolución social
En su obra La huelga de masas, el partido político y los sindicatos, Luxemburgo sostuvo que una huelga general podría utilizarse como mecanismo para desencadenar una revolución social.